# Walec eliptyczny
Uzasadnienie:  Mała objętość obu tematów 

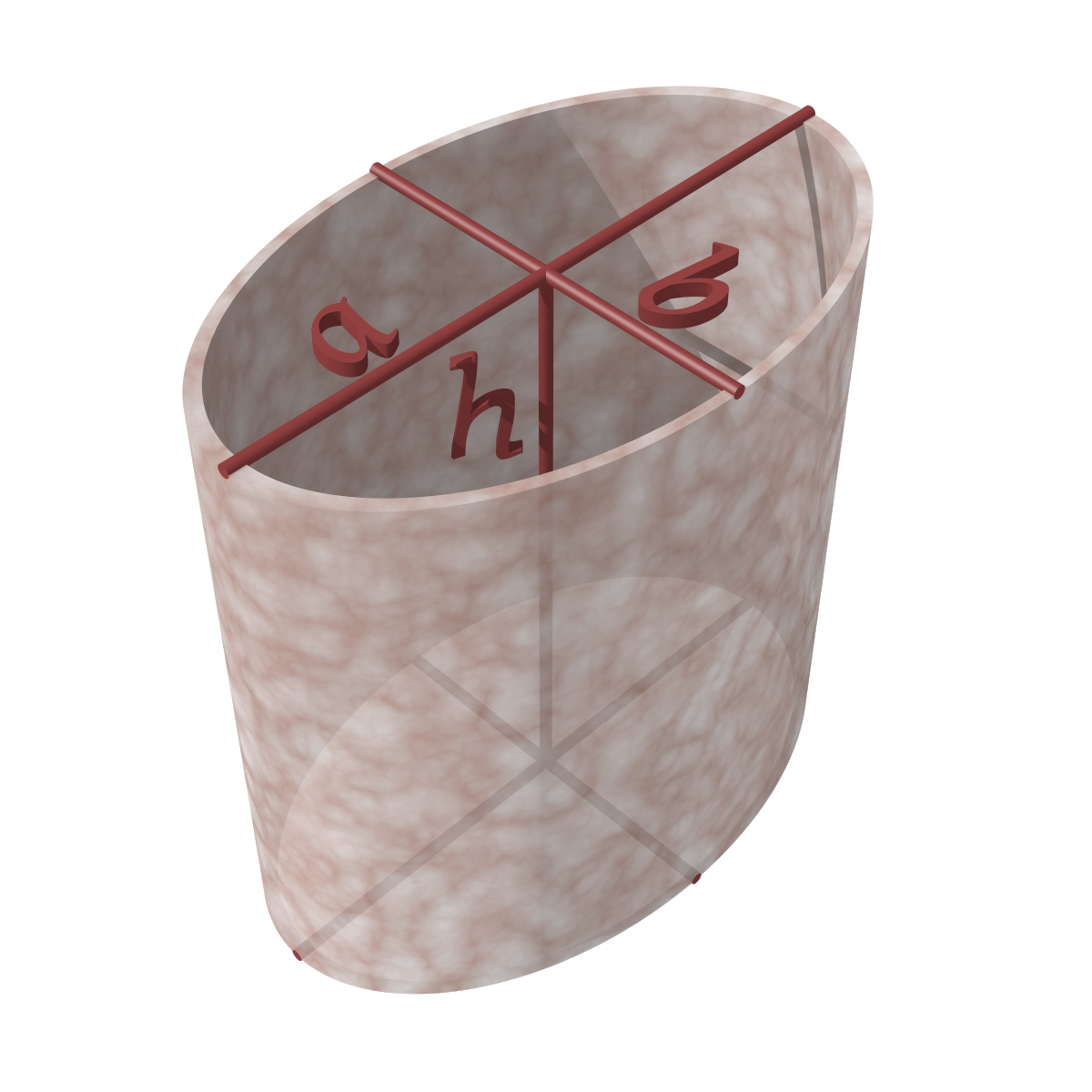

Walec eliptyczny – dwuznaczne pojęcie geometryczne, konkretniej stereometryczne:
- powierzchnia walcowa, w której kierownicą jest elipsa[1];
- walec prosty utworzony z takiej powierzchni – bryła ograniczona taką powierzchnią i dwoma płaszczyznami równoległymi do kierownicy.

## Opis analityczny
Równanie kartezjańskie eliptycznej powierzchni walcowej:
{\displaystyle {\frac {x^{2}}{a^{2}}}+{\frac {y^{2}}{b^{2}}}=1.}
Bryła ta jest w pewnym układzie współrzędnych opisana układem nierówności:
{\displaystyle \left\{{{{\frac {x^{2}}{a^{2}}}+{\frac {y^{2}}{b^{2}}}\leqslant 1}, \atop {0\leqslant z\leqslant h},}\right.}
gdzie {\displaystyle a>0,\ b>0,\ h>0.}

## Wzory
Objętość walca eliptycznego:
{\displaystyle V=\pi abh,}
gdzie:
{\displaystyle a} – połowa szerokości walca,
{\displaystyle b} – połowa długości walca,
{\displaystyle h} – wysokość walca.
Przybliżony wzór na pole powierzchni bocznej walca eliptycznego:
{\displaystyle S\approx \pi h\left({\frac {3}{2}}(a+b)-{\sqrt {ab}}\right).}